# Oneirodes bradburyae
Oneirodes bradburyae är en fiskart som beskrevs av Grey, 1956. Oneirodes bradburyae ingår i släktet Oneirodes och familjen Oneirodidae. Inga underarter finns listade i Catalogue of Life.